# Арсентьев, Александр Геннадьевич
Александр Геннадьевич Арсентьев (30.04.1952, Гродеково) — российский скульптор.

## Биография
Арсентьев Александр Геннадьевич родился 30 апреля 1952 года на Дальнем Востоке, в селе Гродеково Анучинского района Приморского края, в семье учителей.
Получил среднетехническое образование по специальности «радиотехник». С 1972 года живёт в Мурманске.
С самого детства интересовался скульптурами, очень много читал и постоянно лепил.
С 1977 по 1988 год работал в «Горбыткомбинат» резчиком по камню.
С 1988 по 1992 год работал в организованном им кооперативе «Обелиск», специализировавшемся на изготовлении памятников и надгробных плит.
С 2000 года принялся за социальные работы, которые сделали его известным.
Награждён премией Виталия Маслова, имеет множество грамот, благодарственных писем, от руководства Мурманской области.

## Работы

### Долина Славы
Первая большая скульптура, установленная в  Славы, получила своё название — «Скорбящая мать». Эту скульптуру Александр Геннадьевич открыл 7 октября 2001 года. Лицо «Скорбящей матери» А. Г. Арсентьев лепил со своей жены Н. Е. Ильиной.
Но на этом скульптор Арсентьев А. Г. свою работу в Долине Славы не закончил и в 2006 году делает скульптурную композицию из двух памятников под названием «1941—1944».

### Аллея Славы
Аллея Славы находится в городе Кандалакша. Монументальная структура памятника «Воин-освободитель» высота с постаментом 5,5 метров, вес более 5 тонн.

### Аллея писателей
Аллея писателей находится в центре города Мурманска, возле Областной детской юношеской библиотеки. Здесь установлены следующие работы скульптора:
- бюст поэта Н. М. Рубцова (открыт 16 февраля 2006 года);
- бюст поэта В. А. Смирнова (открыт 23 мая 2008 года);
- бюст писателя В. С. Пикуля (открыт 20 июля 2008 года);
- бюст писателя В. С. Маслова (открыт 2 сентября 2011 года);
- бюст поэта-фронтовика А. В. Подстаницкого (открыт 7 октября 2014 года)[2].

### Другие памятники
- «Памятник воинам 72-й бригады морской пехоты». Дорога Мурманск — Печенга (61 км). Открыт 7 октября 2002 года.
- Памятный знак Т. А. Апакидзе. Гранитная плита установлена на месте гибели лётчика (Островский район Псковской области).
- Бюст Героя России Т. А. Апакидзе. Установлен 3 сентября 2015 года на территории школы № 57 города Мурманска[3].
- Памятный знак защитникам Кольской земли «Во славу земли русской» («Во славу Отечества», 2004)[4].
- Памятник русскому писателю Валентину Пикулю в Мурманске. Открыт 13 июля 2013 года[5].

### Серия памятных досок
- 14 сентября 2016 года обновили памятный знак Михаилу Васильевичу Бабикову. Впервые памятная доска была установлена в 1984 году. Разработкой памятного знака и тогда, и сейчас занимался мурманский скульптор Александр Геннадьевич Арсентьев[6].
- 19 октября 2016 открытие новой мемориальной доски командующему 14-й армией Владимиру Ивановичу Щербакову[7].
- 9 декабря 2016 открыта после реконструкции мемориальная доска в честь Героя Советского Союза Алексея Генералова[8].